# Enallagma boreale
Enallagma boreale är en trollsländeart. Enallagma boreale ingår i släktet Enallagma och familjen dammflicksländor.

## Underarter
Arten delas in i följande underarter:
- E. b. boreale
- E. b. yezoense